# Erys
Erys (stilizzato ERYS) è il secondo album in studio del cantante e attore statunitense Jaden Smith, pubblicato nel 2019.

## Tracce
1. P – 2:48
2. I – 2:10
3. N – 3:51
4. K (with Lido) – 4:40
5. Noize (featuring Tyler, the Creator) – 4:07
6. i-drip-or-is – 3:57
7. Again (featuring SYRE) – 4:29
8. Got It – 1:16
9. Fire Dept – 1:42
10. Mission (with Trinidad James) – 4:11
11. Summertime in Paris (featuring Willow) – 4:30
12. Blackout – 6:40
13. Pain – 6:15
14. Chateau (featuring ASAP Rocky) – 2:15
15. On My Own (featuring Kid Cudi) – 4:04
16. Riot – 4:34
17. Erys – 7:51